# Тхя Сен Хи
Тхя Сен Хи — командир эскадрильи ВВС КНДР, Герой КНДР. Во время Корейской войны участвовала в воздушных боях между реактивными истребителями. Летала на истребителях Як-9П, Як-9У и МиГ-15.
Однажды возглавляемая ею восьмёрка МиГов провела бой с чисто женским изяществом и коварством. Умело маскируясь на фоне местности, корейские лётчики в этом вылете преследовали группу F-84, прикрываемую «Сейбрами». Так они пересекли 38-ю параллель и подошли к аэродрому противника. Пребывая в полной беспечности, истребители прикрытия ушли на свою базу, а «Тандерджеты» стали заходить на посадку. К ним пристроились МиГи, которых только теперь обнаружили наземные средства ПВО. Однако появление «пятнадцатых» за линией фронта было явлением настолько редким, что американцы, вероятно, расценили этот случай как массовую сдачу в плен и огня не открыли. Воспользовавшись таким гостеприимством, Тхя со своими подчинёнными нанесла неожиданный удар. В результате корейцы - сбили 7 штурмовиков и без потерь ушли на бреющем